# Сленг
Сленг је специфичан говор једне друштвене групе. 
У социолошком смислу, проучавањем сленга неке друштвене групе (вршњачке, професионалне и друге) може се много сазнати о самој групи, њеној структури и групној динамици.

## Разлози за употребу сленга
Ерик Партриџ је издвојио чак 15 разлога за употребу сленга:
- разонода,
- да се буде духовит или досетљив,
- да се буде другачији,
- сликовито изражавање,
- скретање пажње,
- бежање од клишеа,
- обогаћивање језика,
- да говор постане конкретнији,
- ублажавање озбиљности,
- коришћење разговорног језика,
- олакшавање друштвене интеракције,
- подстицање присности,
- показивање припадности,
- искључивање других,
- постизање тајновитости.

Као што се види, сленг има превасходно друштвену функцију, јер доприноси изградњи личног и друштвеног идентитета и олакшава комуникацију унутар дате друштвене групе.